# Obies
Obies település Franciaországban, Nord megyében. Lakosainak száma 655 fő (2022. január 1.). Obies Bavay, Locquignol, Mecquignies és L'Orée de Mormal községekkel határos.

## Népesség
A település népességének változása:
| Lakosok száma | 713  | 734  | 716  | 686  | 662  | 660  | 652  | 649  | 655  |
|               | 2013 | 2015 | 2016 | 2017 | 2018 | 2019 | 2020 | 2021 | 2022 |